# ゴールデン・ライオンズ
ゴールデン・ライオンズ（英: Golden Lions）は、南アフリカ共和国のハウテン州ヨハネスブルグを拠点とするラグビーユニオンチーム。カリーカップに所属。命名権により「フィデリティADTライオンズ（Fidelity ADT Lions）」ともいう。

## 概要
南アフリカに14あるラグビーユニオン地域協会の1つ、ゴールデン・ライオンズ協会の代表チーム。旧トランスヴァール州における最古のチーム。同国で4番目に古い歴史を有するとともに、旧ケープ州以外では最古。
ゴールデン・ライオンズ協会はヨハネスブルグ都市圏およびハウテン州南西部地域を管轄している。スーパーラグビーやユナイテッド・ラグビー・チャンピオンシップなどの国際大会に参戦しているライオンズの母体でもある。
1892年に開催された第1回カリーカップの出場5チームの1つ。
ボーダコムカップの優勝回数は歴代1位タイの5回。

## 歴史
1889年、当時のトランスヴァール共和国にトランスヴァール（トランスヴァール協会）として創設。
同年、カリーカップの前身となる地域協会の代表チームによる全国大会「ボードトロフィー（Board Trophy）」がキンバリーで開催され、ウェスタン・プロヴィンス、グリクアランド・ウェスト、イースタン・プロヴィンスと共に参加。
1892年、キンバリーで第1回カリーカップが開催され、ウェスタン・プロヴィンス、グリクアランド・ウェスト、トランスヴァール、ナタール、ボーダーの5チームが参加した。大会はウェスタン・プロヴィンスが制した。
1899年、アングロ・ボーア戦争の緊張の高まりを受け、ウェスタン・プロヴィンスとトランスヴァールはカリーカップ参加を見送った。大会はグリクアランド・ウェストが初優勝を飾った。
1922年、カリーカップ初優勝を果たした。ウェスタン・プロヴィンス、グリクアランド・ウェスト以外のチームによる初めての優勝であった。
1938年、トランスヴァール協会から北トランスヴァール協会（現在のブルー・ブルズ協会）が分離独立し、ノーザン・トランスヴァールが誕生した。
1993年から1995年にかけて、スーパーラグビーの前身大会となるスーパー10に出場。1993年には優勝し、国外のラグビー選手権でタイトルを獲得した最初の南アフリカのチームとなった。
1996年、ラグビーユニオンのプロ化に伴い、オーストラリア・ニュージーランドを中心とした国際リーグ「スーパーラグビー（当初はスーパー12）」が開幕。南アフリカでは、当初はカリーカップの上位4チームがスーパー12に出場する方式を採用しており、トランスヴァールは1996・1997シーズンと出場権を獲得した。1998シーズン以降はフランチャイズ制が導入され、別働チームのライオンズがスーパーラグビーなどの国際大会に参加するようになった。
1997年、ハウテン・ライオンズ（Gauteng Lions）に改称。ハウテンはソト語で「金がある場所」の意味。
1998年、ゴールデン・ライオンズに改称。

## タイトル
2022年7月現在

### 国内タイトル
- カリーカップ
  - 優勝 11回：1922, 1939, 1950, 1952, 1971[注 6], 1972, 1993, 1994, 1999, 2011, 2015
- ボーダコムカップ[注 1]
  - 優勝 5回：1999, 2002, 2003, 2004, 2013

### 国際タイトル
- スーパー10
  - 優勝 1回：1993
  - 準優勝 1回：1995

## スコッド
2022シーズンのスコッド（2022年1月現在）
- ヤニー・デュプレッシー
- ジアニ・ロンバート
- フレッド・ゼイリンガ
- バーガー・オーデンダール

## 歴代所属選手
- ヨハン・アッカーマン
- クリュザンダー・ボタ
- ウィレム・アルバーツ
- ガース・エイプリル
- ルアン・ボタ
- レナルド・ボスマ（ ナミビア代表）
- スカルク・ブリッツ
- ヴィリー・ブリッツ
- デーヴィッド・ブルブリング
- トッド・クレバー
- アンドリース・クッツェー
- ルアン・コンブリンク
- ライオネル・クロニエ
- ファフ・デ・クラーク
- ヤニー・デュプレッシー
- ブランコ・デプリーズ
- アフィウェ・デャンティ
- ローレンス・エラスマス
- ラシー・エラスムス
- コーネ・フーリー
- ジャック・フーリー
- ブライアン・ハバナ
- ブッチ・ジェームス
- エルトン・ヤンチース
- ジェームス・カマナ
- ヤコ・クリエル
- ロバート・クルーガー
- ゲリー・ラブスカフニ
- ジアニ・ロンバート
- シルヴィアン・マフーザ
- ライオネル・マプー
- マルコム・マークス
- ティアン・メイヤー
- フランコ・モスタート
- ルーハン・ネル
- バーガー・オーデンダール
- ルディ・ペイジ
- フランソワ・ピナール
- クワッガ・スミス
- ジョシュ・ストラウス（ スコットランド代表）
- ヘルダス・ファンデルヴォルト
- ジャックス・ヴァンローエン
- ヘンカス・ファン・ヴィック
- ティアン・スワネポール
- ディバン・ルソウ
- AJ・フェンター
- ルアン・フェルマーク
- ローハン・ヤンセ・ファンレンズバーグ
- ハロルド・フォスター
- マーヴィン・オリー
- ハチヴァ・ダイマニ
- ワーレン・ホワイトリー
- ポール・ヴィレムサ（ フランス代表）
- チェスター・ウィリアムズ
- フレッド・ゼイリンガ
- PJ・スティーンカンプ